# 塔尼娅·卡尼奥托
塔尼娅·卡尼奥托（義大利語：Tania Cagnotto，1985年5月15日—），生于波尔查诺，意大利女子跳水运动员。她是运动联盟Sport Federation Federazione Italiana Nuoto的成员，赞助商为GN Fiamme Gialle - Bolzano Nuoto。

## 生平
卡尼奥托在波尔查诺长大。14岁时赢得了第一枚奖牌，此后多次在欧洲和美国的锦标赛中取得荣誉。她参加了2004年雅典奥运会，在近年的马德里欧洲锦标赛中，她在10米高台跳水项目中夺得金牌，并且在3米板中摘得铜牌。在2005年蒙特利尔世界锦标赛中取得了三米板的铜牌，但是在10米高台跳水德决赛中表现较为糟糕。在2007年世界跳水锦标赛三米板比赛中险胜俄罗斯老将尤里娅·帕卡琳娜获得铜牌。卡尼奥托目前在美国休斯敦大学进行训练学习。

## 家庭
父亲乔治·卡尼奥托是1960年代至1970年代意大利跳台跳水运动员，曾参加過五届奥运会，並夺得2银2铜，也是世界游泳名人堂成员。母亲也是跳水運動員，曾参加1976年夏季奥林匹克运动会，退役後擔任国际級跳水裁判。

## 主要比賽成績
只列出曾進入三甲的國際賽事成績：
| 年份   | 賽事                   | 項目        | 拍檔              | 成績   | 成績 |
| ------ | ---------------------- | ----------- | ----------------- | ------ | ---- |
| 2015年 | 跳水大獎賽羅斯托克站   | 3米彈板     | －                | 341.05 | 亞軍 |
| 2015年 | 跳水大獎賽羅斯托克站   | 女雙3米彈板 | 弗朗西斯卡·达拉佩 | 284.40 | 亞軍 |
| 2016年 | 奧林匹克運動會跳水比賽 | 女雙3米彈板 | 弗朗西斯卡·达拉佩 | 313.83 | 銀牌 |
| 2016年 | 奧林匹克運動會跳水比賽 | 3米彈板     | －                | 372.80 | 銅牌 |